# Kalendarz i klepsydra
Kalendarz i klepsydra – utwór prozatorski Tadeusza Konwickiego, opublikowany w kwietniu 1976 r. Zawierał refleksje pisarza na temat współczesnej literatury, czasów stalinizmu, Wileńszczyzny, kondycji ówczesnej i dawnej literatury, anegdoty z życia towarzyskiego i literackiego, portrety prywatne ludzi kultury, uwagi dotyczące własnej twórczości, sylwetkę kota Iwana (który pojawił się później w książce dla dzieci Dlaczego kot jest kotem? autorstwa Konwickiego, z ilustracjami jego żony, Danuty), relacje z podróży do Chin i Ameryki, recenzje filmów i książek.

## Przynależność gatunkowa
Trudno jest określić przynależność gatunkową utworu – posiada on cechy dziennika, ale także eseju i recenzji, łączy w sobie cechy prozy dokumentalnej i fikcji. Krytycy klasyfikowali tę książkę jako: udany pamiętnik, lipny dziennik (Wojciech Żukrowski, Nina Kancewicz-Hoffman), poemat dygresyjny prozą (Jan Walc), esej (Henryk Brzozowski), zamaskowaną autobiografię (Helena Zaworska), żartobliwą powieść w formie pamiętnika (Kazimierz Koźniewski), prozę dokumentalną (A. Wasilewski). Współcześnie Kalendarz i klepsydrę sytuuje się w nurcie literatury sylwicznej.

## Reakcje czytelników i krytyków
Kalendarz i klepsydra był niezwykle popularny. Tuż po swoim wydaniu recenzowany był na łamach czasopism przez trzydzieści siedem tygodni, jest więc prawdopodobnie najdłużej dyskutowaną w recenzjach książką w polskiej literaturze powojennej. Omawiany był przez najwybitniejsze postacie ówczesnego życia literackiego (m.in. przez Antoniego Słonimskiego i Stefana Kisielewskiego), na łamach większości ówczesnych czasopism (w niektórych nawet kilkakrotnie, np. trzykrotnie w Tygodniku Powszechnym). Książka wzbudziła również duże zainteresowanie na emigracji. Cieszyła się ogromną popularnością czytelniczą (piętnastotysięczny nakład rozszedł się w ciągu zaledwie kilku dni, egzemplarze książki pożyczano sobie na krótko pod zastaw 500 zł).
Zainteresowanie krytyków i czytelników wzbudziły ironiczne i cięte portrety postaci z ówczesnego życia kulturalnego (m.in. Stanisława Dygata, Jana Himilsbacha, Marka Hłaski, Romana Bratnego). Gwałtowną reakcję wywołał również zawarty w książce rozrachunek Konwickiego z czasami stalinizmu. Oprócz osobistego wyznania winy i wyjaśnienia przyczyn fascynacji komunizmem (rozczarowanie i złość po nieudanych walkach partyzanckich na Wileńszczyźnie), w książce znalazł się również fragment, który można interpretować jako założenie, że młodzi nie zawinili współpracą z systemem tylko dlatego, że urodzili się o dziesięć lat za późno (Ech, stalinowcy, (...) każda menda, którą ktoś przypadkowo począł o dziesięć lat za późno, może was dopaść (...) na oczach rozbawionej gawiedzi.) Taka insynuacja rozzłościła młodych pisarzy, podobnie jak inny fragment książki, w którym Konwicki sugeruje, że są pozbawieni jakiejkolwiek potrzeby buntu i zazdroszczą starszemu pokoleniu powodzenia materialnego. Złość młodych znalazła wyraz w kilku recenzjach, pisanych m.in. przez Piotra Kuncewicza i Stefana Melkowskiego. Z kolei Antoni Słonimski uznał Kalendarz i klepsydrę za doskonały dokument życia w tamtym czasie.